# صفر شامل
الصفر الشامل هو مصطلح يُستخدَم في مجال الحد من الأسلحة، ويشير إلى القضاء على نظام أسلحة معين على مستوى العالم، وبخاصة الأسلحة النووية أو فئة معينة من هذه الأسلحة. وفي المفاوضات حول معاهدة الأسلحة النووية المتوسطة المدى، ناقل الطرفان «خيار الصفر الشامل»، واتفقا عليه في النهاية، فيما يتعلق بناقلات الأسلحة النووية المتوسطة المدى. وقد اختلف هذا الخيار عن المقترحات الأخرى التي كانت تحد فقط من استخدام ناقلات الأسلحة النووية المتوسطة المدى في أوروبا. واستُخدِم مصطلح «الصفر الشامل» أيضًا في إنهاء خطورة الأسلحة النووية وإزالة الأسلحة النووية التكتيكية.
ويرتبط عادةً المصطلح العام «الصفر الشامل» أو «الصفر» في نقاشات الحد من السلاح بنزع السلاح النووي أو إزالة الأسلحة النووية على مستوى العالم. وقد اتخذت العديد من حملات الحد من الأسلحة أسماء، مثل نقطة الصفر أو الصفر العالمي.

## وصلات خارجية
- The Global Zero Movement